# 2016年意大利中部地震
2016年8月24日国际标准时间1时36分在意大利中部（北纬42.70度，东经13.10度）发生6.2级（矩震级）地震，震源深度10千米。意大利首都罗马有强烈震感。
截止8月26日，本次地震共造成至少296人死亡，388人受傷。